# Джилл

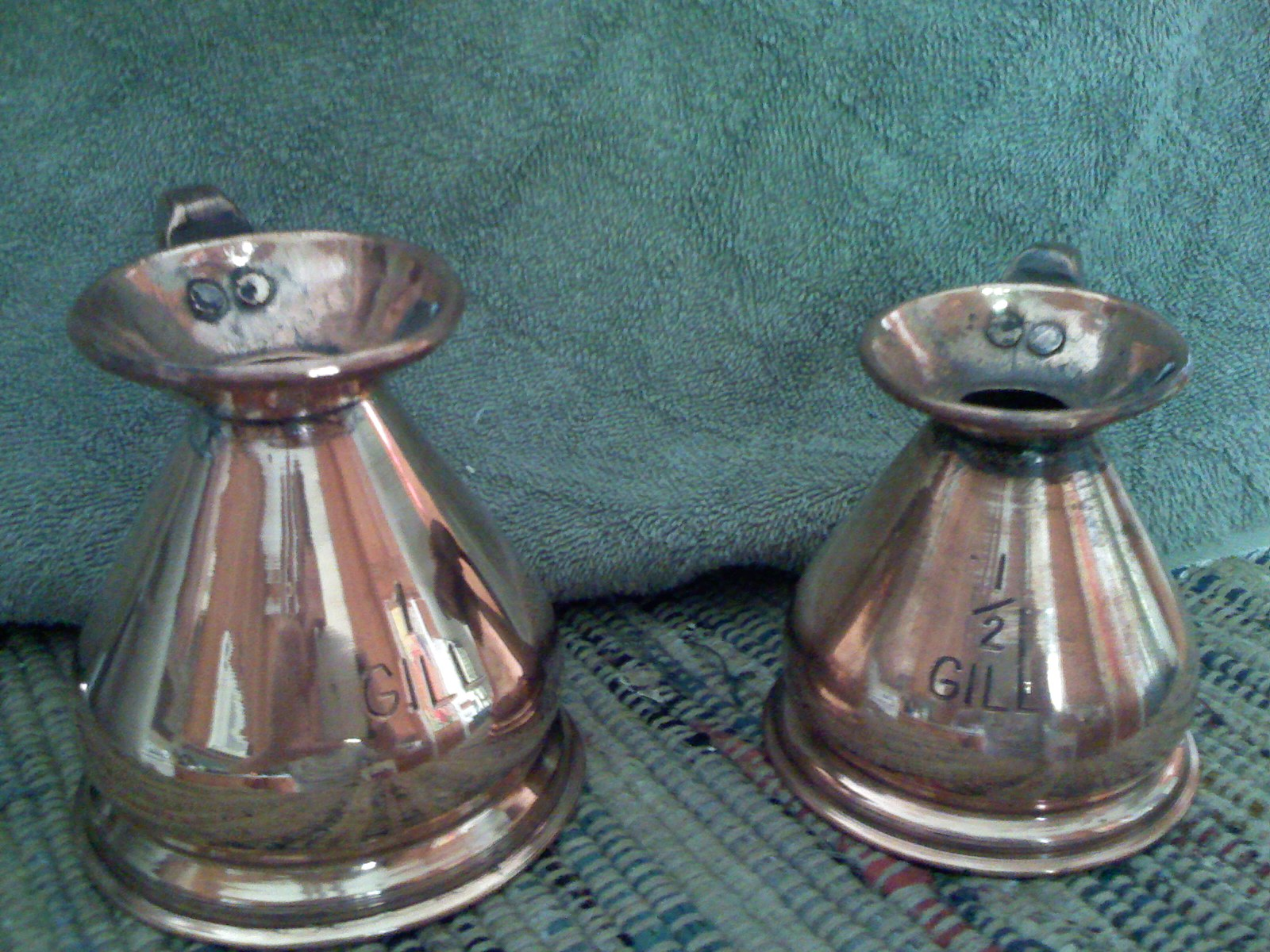
Медные кофейники размером в 1 и 1/2 джилла

Джилл (англ. gill) — английская мера для измерения сыпучих или жидких объёмов, равная 1/4 пинты. Данная единица измерения используется в настоящее время для приготовления алкогольных коктейлей.
- Британская Имперская система мер для жидкостей:
  - 1 джилл = 1/4 пинты = 5 жидк. унции = 8,670 куб. дюймов = 142,0653125 мл ≈ 0,142 л (дм3) = 1,2 америк. джилла
- Американская система мер для жидкостей:
  - 1 джилл = 1/4 пинты амер. = 4 жидк. унции амер. = 118,29411825 мл ≈ 0,118 л (дм3) = 5/6 импер. джилла